# 里斯本天文台

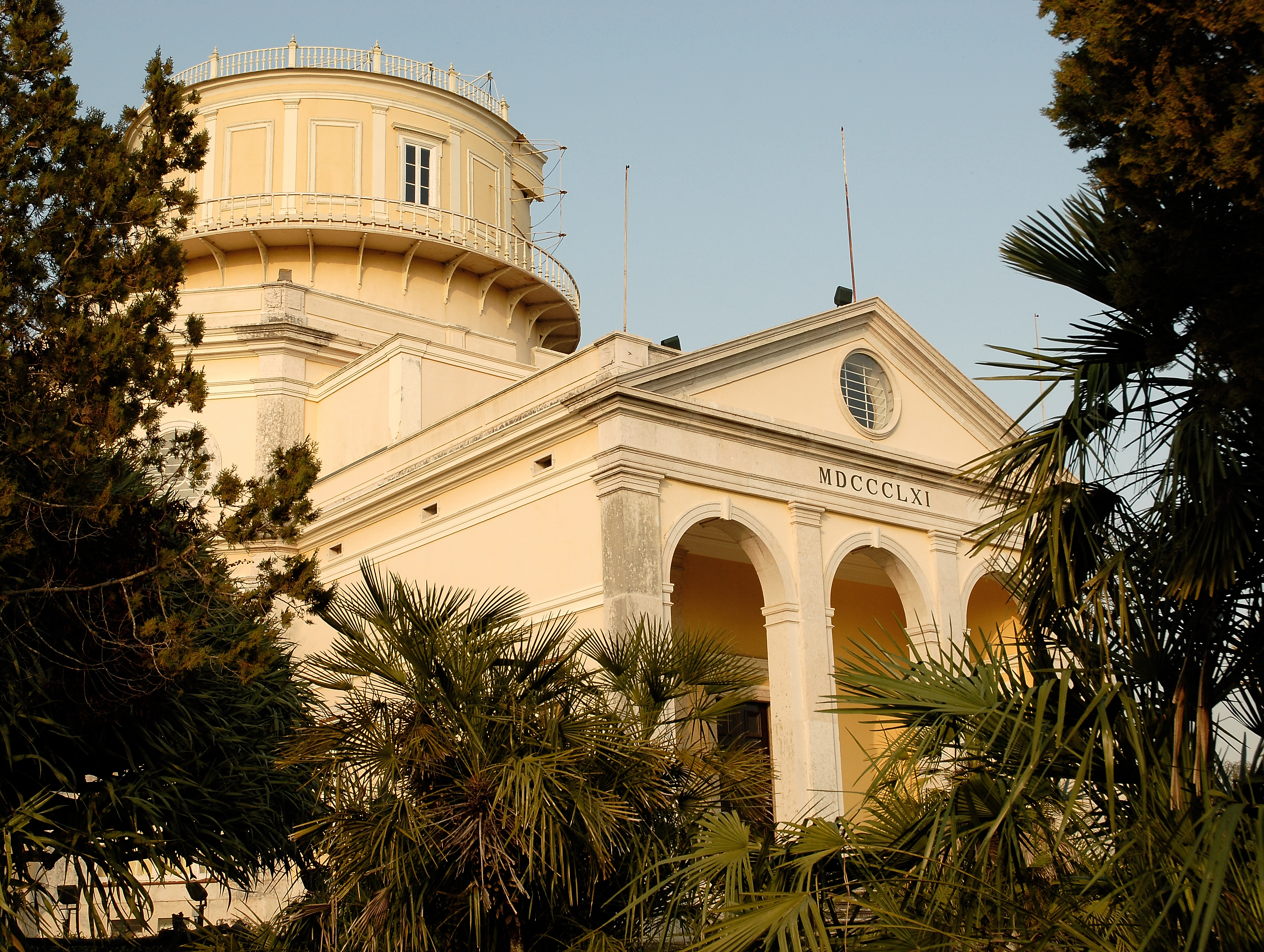

里斯本天文台（葡萄牙語：Observatório Astronómico de Lisboa）是葡萄牙首都里斯本的一座天文台，位於阿坎塔拉區。里斯本天文台自19世紀以來即在國際天文學界得到評價。1992年，里斯本天文台獨立出里斯本大學。自1812年開始，在現天文台所在地就已經有天文台存在。

## 外部連結
- Library, Archives and Historical Documents （页面存档备份，存于）
- Guided tours （页面存档备份，存于）
- Scientific office （页面存档备份，存于）
- Astronomical Observatory of Lisbon (AOL)
- CAAUL